# Maytenus subalata
Maytenus subalata är en benvedsväxtart som beskrevs av Reiss. Maytenus subalata ingår i släktet Maytenus och familjen Celastraceae. Inga underarter finns listade.